# Csokonai Nemzeti Színház
A Csokonai Nemzeti Színház – Debrecen a város első és legnagyobb kőszínháza. Játszóhelyei a Csokonai Teátrum a Kossuth utca 10. szám alatt, a Csokonai Fórum a Csapó utca 30. alatt és a Nagyerdei Szabadtéri Színpad mely a Nagyerdei körút 6. alatt található. 1915-ben vette fel Csokonai Vitéz Mihály nevét, 2012-ben kapott nemzeti színházi státuszt. Itt kezdték pályájukat olyan ismert színészek, mint Soós Imre, Mensáros László, Márkus László, Latinovits Zoltán és Hofi Géza.

## Debrecen korai színházi élete
A városban az első színházi előadás 1798. augusztus 11-én, a Wesselényi Miklós fémjelezte Erdélyi Magyar Nemes Színjátszó Társaság „érzékenyjátéka” volt, a mai Megyeháza helyén, a Fehér Lóhoz címzett fogadó szekérszínében emelt színpadon. (A helyszín és az előadás emlékét ma a Piac utca 54. szám alatti Vármegyeház falán két emléktábla is őrzi.) Ez volt az ún. „komédiás ház”. A szekérszín bedeszkázásával kialakított játszóhely kétszer is leégett, 1797-ben és 1811-bent. Gróf Károlyi Józsefné 1804. november 7-én, tótmegyeri családi színházának teljes, gazdag felszerelését a színtársulatnak és Debrecennek adományozta, mellyel elősegítette a helyi színészet felvirágzását.
A második ideiglenes színház a (Szűcs- vagy) „Varga-szín” volt (a Piac és a hajdani „Czegléd” utca sarkán). Az 1810-től állandósult erdélyi játszó társulat számára itt, a volt sóházban alakították ki a téli előadások játékszínét.
Hosszabb életűnek bizonyult a Nánási Gábor tanácsnok magtárában folytatott színházi előadások színhelye a Harmincad utcában, a szintén fából épült, ún. Nánásy-féle játékszín (Batthyány utca 17.), amely 1835-től 1861-ig működött.
Az első önálló debreceni színtársulat az Erdélyi Magyar Nemes Színjátszó Társaságból kivált színészekből 1810-ben alakult meg, majd 1814-ben a főbíró tízéves szerződést kötött a nagyváradi színitársasággal, mely szerint 10 éven át felváltva játszott Debrecenben és Nagyváradon. Ezt követően mintegy harminc éven át 25 társulat fordult meg a városban. Ebben az időszakban többek között olyan színészek játszottak itt, mint Déryné, Egressy Gábor, Szerdahelyi József és Szentpéteri Zsigmond.
Az állandó színház gondolata már az 1840-es években felmerült. 1858-ban Színügyi Bizottmány alakult, és a város felkérte Ybl Miklóst az építési tervek elkészítésére. 1861-ben új pályázatot írtak ki, mert nem volt szabályos versenytárgyalás. A pályázatra meghívást kapott Szkalnitzky Antal is,a korábban felkért Ybl pedig visszalépett. Szkalnitzky megnyerte a pályázatot, a kivitelező pedig Vecsey Imre volt.
1861-ben lebontották a Nánási-féle magtárat, amelyben például Arany János, Petőfi Sándor és Prielle Kornélia is játszottak. November 1-jén, Farkas Ferenc vaskereskedő indítványára megalakult a Színügyi Egylet, a színház felépítéséhez pedig adományozók járultak hozzá. A városba érkezett „dráma és dalmű társulata" élén Reszler István tenorista és színigazgató, aki a saját költségén építtette fel a deszkaszínházat a Péterfia u. 4. szám alatt. Eközben zajlott a kőszínház építése is, amelyhez a korábban tervezett anyagi keret nem bizonyult elégnek, ennek következtében a város a legelőinek egy részét is eladni kényszerült.

## A színház

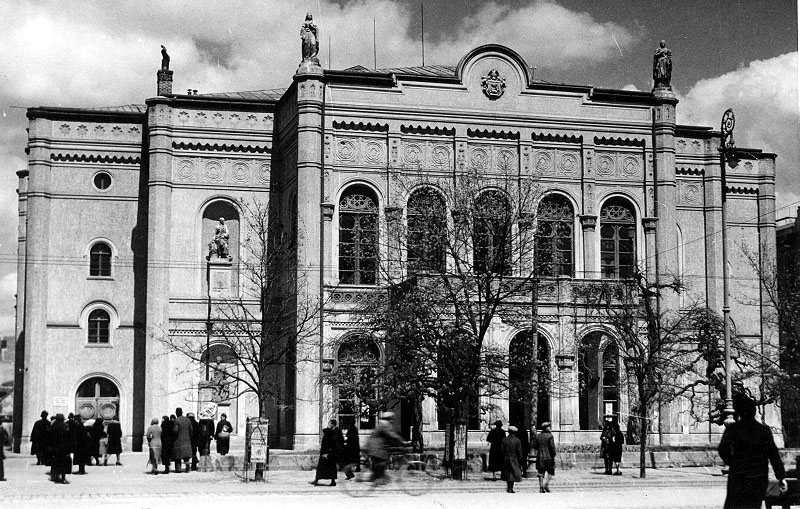
A Debreceni Csokonai Színház az 1900-as években

A mór és bizánci elemeket tartalmazó, romantikus stílusú színházat Szkalnitzky Antal pesti építész tervei alapján 1861-65 között építették, ünnepélyes megnyitására 1865. október 7-én került sor. A nyitó előadás Reszler István társulatának előadásában Katona József Bánk bán című drámája volt, Gertrudist vendégként Laborfalvi Róza játszotta.
1875–1881 között előbb Temesváry Lajos, majd később Mándoky Béla igazgatása alatt az operatársulat megerősödött és a színészek többsége is a színháznál maradt. Az intézmény léte megszilárdult.
Krecsányi Ignác (1885–1888) és Valentin Lajos igazgatók új színészeket szerződtettek, és az épület renoválása is gondot fordítottak. Krecsányi volt az első, aki magyar szerzők darabjaiból (mint Szigligeti Ede, Csíky Gergely) ciklust rendezett. Utánuk válságos időszak következett, de Leszkay András, majd Tiszay Dezső igazgatása alatt (1891-1896) a színháznak sikerült megküzdeni az anyagi nehézségekkel.

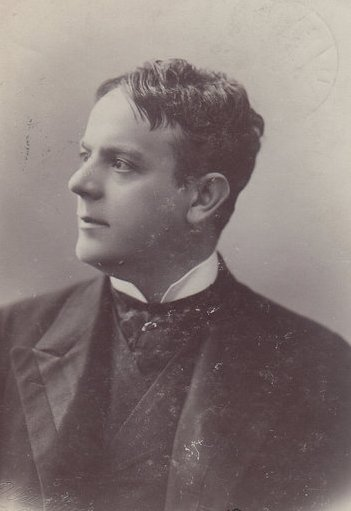
Zilahy Gyula

A debreceni színjátszás 1898-as centenáriumának idején az igazgató Komjáthy János volt. Az ünnepi alkalomból minden olyan még élő szereplő, vendégszereplő megfordult Debrecenben, aki valaha itt játszott, többek között Blaha Lujza, Küry Klára, Márkus Emília, Újházi Ede. A színház aranykorát kétségtelenül a századforduló idején élte.
Zilahy Gyula 1905-től 1913-ig állt a színház élén. Az ő igazgatása alatt sokszor a pesti színházakat is megelőzték az Európában zajló művészileg értékes színházi törekvések megvalósításával. Ennek ellenére a színház anyagi nehézségei miatt végül Zilahy lemondott az igazgatói tisztségről, és színésznek szerződött a Vígszínházhoz. 1914 nyarán kitört az első világháború, és a város egyéb gondjai súlyosabbnak bizonyultak, mint a színház és színjátszás ügyei.

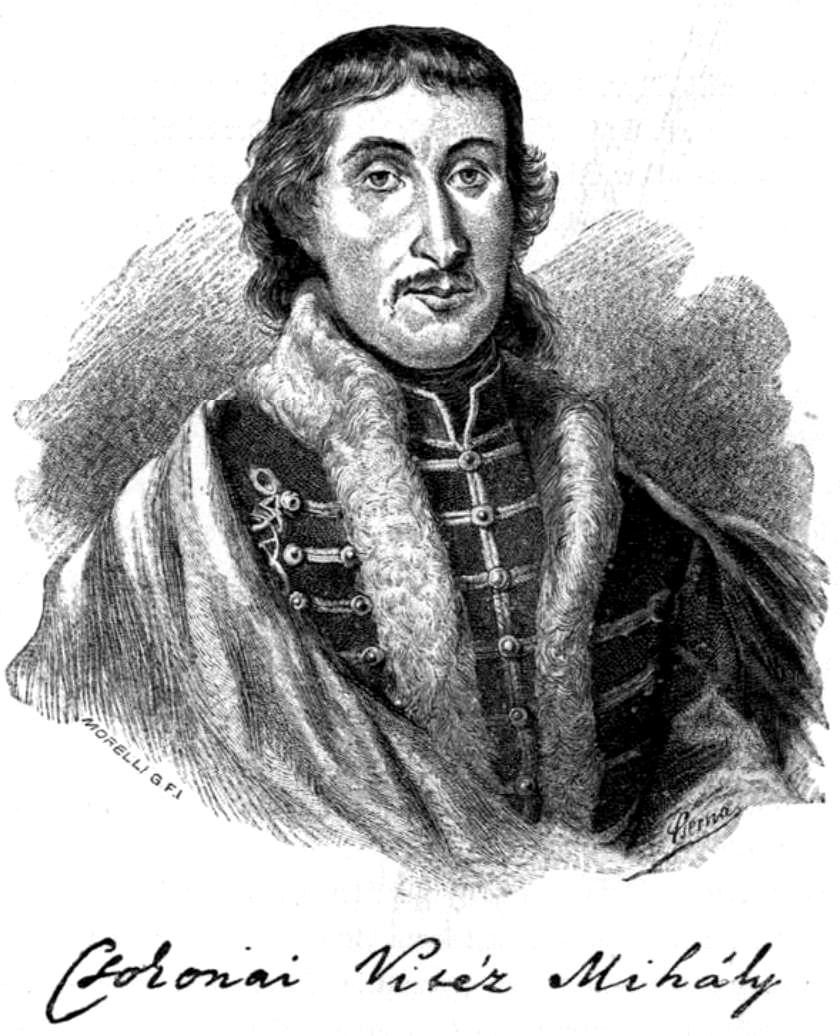
Csokonai Vitéz Mihály

A színházat egy 1915-ben kelt beadvány nyomán (melyet szeptember 16-án, a debreceni színház 50. jubileuma alkalmából kérvényezett Oláh Gábor, Szatmári Zoltán, Zivuska Andor, H. Nagy Jenő, dr. Nagy Zoltán, dr. Gál Zoltán és Tóth Árpád a városi tanácstól) nevezték el a város nagy költőjéről, Csokonairól. Kritikus évek kezdődtek ezután, és csak Heltai Jenő szervezőtehetségének volt köszönhető a válságos időszak sikeres leküzdése. A színház az 1916–1936 közötti időszakban gazdasági nehézségekkel küzdött, és változó sikerrel működött. 1936-1939 között Horváth Árpád igazgató a saját pénzén korszerűsíttette az épületet, forgószínpadot építtetett, díszleteket terveztetett. Ennek is köszönhető, hogy Madách Imre Az ember tragédiája művének modern előadása nagy sikert aratott. A díszleteket Debreczeni Szabó István iparművész tervezte. A Horváth Árpád társulat 1939. május 21-én tartotta utolsó előadását Debrecenben, majd feloszlott. Ennek oka nem csupán a művészi igényesség támasztotta anyagi csőd volt; Horváth Árpádot a nyilasok is támadták amiatt, hogy társulatának zsidó tagjai is voltak.
1940-re a kultuszminisztérium létrehozta a cseretársulati rendszert Debrecen, Szeged, Pécs és Miskolc között, ám a közönség így nem tudott társulatokhoz, színészekhez kötődni, és idegenné vált számára a saját színháza. Ezután, a második világháború időszakában újabb és további zaklatott időszak következett a színház életében. 1949 szeptemberében – az ország többi színházával együtt – állami kezelésbe került, igazgatója Horváth Jenő lett, megkezdődött az épület korszerűsítése. 1955-ben két szárnyépületet emeltek hozzá, majd kétszer is teljesen felújították: 1958–1961 és 1978–1982 között.
2013-tól az igazgató a Jászai Mari-díjas, érdemes művész Ráckevei Anna volt, helyettese Gemza Péter, a zenei igazgató Somogyi-Tóth Dániel. Elindítottak egy ifjúsági programot, amely keretein belül fiatal írókkal, rendezőkkel a 19. századtól egészen a 21. századig született darabokat mutattak be. 2018-tól Gemza Péter vezeti a színházat, amelynek Kossuth utcai épületének teljes körű felújítása 2019-ben kezdődött. Vezetése alatt készült el a Csokonai Fórum épülete, amelyben két játszóhelyen – a Latinovits teremben, a Kóti Árpád teremben és a Simor Ottó Orfeumban – tartanak folyamatosan előadásokat.
2023. július 1-től a színház igazgatója Mátyássy Szabolcs, művészeti vezetője Szabó K. István, az operatagozat vezetéséért Somogyi-Tóth Dániel felel, az újonnan alakult tánctagozat vezetője pedig Nemes Zsófia. A 2023/24-es évadtól kezdődően a színház többtagozatos, öt játszóhelyes intézmény.
A színház épülete 2023. szeptember 17-én, egy közel három éves felújítás miatti zárvatartás után nyitotta meg kapuit egy nagyszabású gálaesttel.
2025-ben Mátyássy Szabolcs igazgató két év után azonnali hatállyal távozott az intézményből. 2025 augusztusától az igazgató feladatokat Vadász Dániel igazgatóhelyettesként látta el.

## A Csokonai Színház társulata

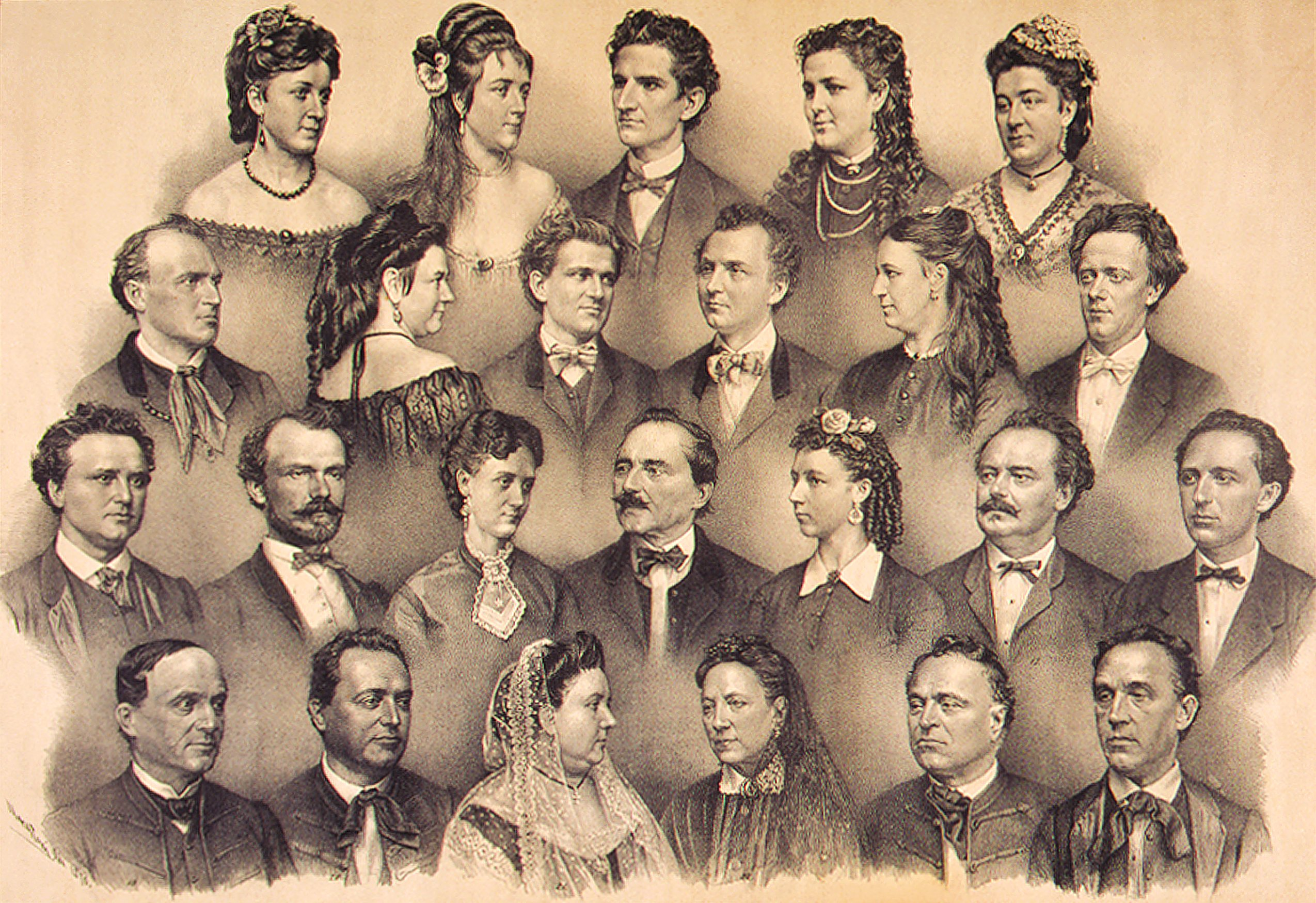
Marastoni József litográfiája Debrecen első társulatáról, 1870

Az első színtársulat tagjait 1870-ben Marastoni József ábrázolta csoportképen – a Gondy és Egey fényírda fényképei alapján. A debreceni cég örökítette meg az utókor számára a társulat tagjait beleértve az operaénekeseket, drámai színészeket, táncos komikusokat és szubretteket.
Az első igazgató Reszler István volt. Bár a színtársulatnak nehéz anyagi helyzettel kellett megküzdenie, mind a 19., mind pedig a 20. században jelentős színművészek voltak társulatának tagjai.
A századfordulón például olyan nagynevű színészek dolgoztak itt, mint Rózsa Lili, Mensáros Margit, Felhő Rózsi, Krémer Jenő és Bérczy Ernő. Rózsahegyi Kálmán karrierje 1896-ban, Csortos Gyuláé pedig az 1904–1905-ös évadban ívelt felfelé.
Kardoss Géza igazgatása alatt a társulat tagjai többek között Halasy Mariska, Szentgyörgyi Máris, Tímár Ila, Rolkó József, Rajz Ferenc, Rajz János és Thuróczy Gyula voltak.
Az utóbbi évtizedek rendezői: Téri Árpád, Solti Bertalan, Lengyel György, Vámos László, Fényes Márta, Pethes György, Ruszt József és Kertész Gyula. A társulat tagjai többek között Thuróczy Gyula, Hortobágyi Artúr, Mensáros László, Latinovits Zoltán, Szakács Eszter, Haumann Péter, Sinkó László, Kézdy György és Béres Ilona.

### A színház szervezete
Nemzeti minősítésű, a Magyar Állammal közszolgáltatási szerződést kötött színházművészeti szervezet. Többtagozatos repertoárszínház. Hozzárendelt, de önálló költségvetéssel rendelkező szerve a Vojtina Bábszínház.
A Csokonai Nemzeti Színház – Debrecen társulatának egységei: prózai tagozat, operatagozat, tánctagozat, vezetőség, igazgatói titkárság, művészeti munkatársak, produkciós egység, igazgatási és gazdálkodási egység, műszaki egység, szervezési és kommunikációs egység.

### Nevezetes színészei többek között
- Blaha Lujza
- Benedekffy Katalin
- Foltényi Vilmos
- Fektér Ferenc
- Krémer Jenő
- Bércky Ernő
- Rózsa Lili
- Rózsahegyi Kálmán
- Csortos Gyula
- Mensáros László
- Dégi István
- Márkus László
- Latinovits Zoltán
- Szendrő József
- Hofi Géza
- Kóti Árpád
- Simor Ottó
- Kállay Bori
- Miske László
- Ráckevei Anna
- Szűcs Nelli
- Trill Zsolt
- Heller Tamás
- Haumann Péter
- Zenthe Ferenc
- Nagy László Zsolt
- Földes „Hobo” László.[m 2][19]
- Gubik Anna

## A színház igazgatói 1865-től napjainkig
| - Reszler István (1865–1875) - Temesváry Lajos (1875–1878) - Mándoky Béla (1878–1881) - Krecsányi Ignác (1881–1885) - Aradi Gerő (1885–1886) - Nagy Vince (1886–1887) - Valentin Lajos (1887–1890) - Gyöngyi Izsó (1890–1891) - Leszkay András (1891–1893) - Tiszay Dezső (1893–1896) - Komjáthy János (1896–1902) - Makó Lajos (1902–1905) - Zilahy Gyula (1905–1913) - Mezei Béla (1913–1917) - Heltai Jenő (1917–1919) - Kardoss Géza (1920–1936) - Horváth Árpád (1936–1939) - Beleznay Unger István (1942–1947) | - Kőszegi Géza (1947–1948) - Solti Bertalan (1948–1949) - Horváth Jenő (1949–1950) - Téri Árpád (1950–1957) - Both Béla (1957–1958) - Szendrő József (1958–1960) - Taar Ferenc (1961–1974) - Bényei József (1976–1979) - Gali László (1979–1986) - Seregi László (1988–1991) - Pinczés István (1991–1993) - Lengyel György (1993–2001) - Csutka István (2001–2005) - Csányi János (2006–2007) - Vidnyánszky Attila (2007–2013) - Ráckevei Anna (2013–2018) - Gemza Péter (2018–2023) - Mátyássy Szabolcs (2023–2025) |  |

## Társulat

### 2024/25-ben[21]

#### Vezetés
- Igazgatóː Dr. Mátyássy Szabolcs
- Művészető vezető: Halasi Dániel[22]
- Operatagozat vezetőː Somogyi-Tóth Dániel
- Produkciós vezető: Ferenczy Csaba
- Gazdálkodási és üzemeltetési vezető: Tóth Tünde
- Műszaki vezető: Tóth Attila
- Operatív vezető, fesztivál menedzser: Bálint Albin
- Szervezési és kommunikációs vezető: Marosán Gréta
- Zenei vezető: Dr. Ujvárosi Andrea
- Tánctagozat vezetőː Domoszlai Edit

#### Színészek
- Bakota Árpád
- Balázs-Bécsi Eszter
- Berkó Boglárka
- Bolla Bence József
- Csata Zsolt
- Csikos Sándor
- Dánielfy Zsolt
- Edelényi Vivien
- Garay Nagy Tamás
- Hajdu Imelda
- Horváth Julianna
- Kiss Gergely Máté
- Komlódy Márk
- Kránicz Richárd
- Lehőcz Zsuzsa
- Majzik Edit
- Mercs János
- Nagyidai Gergő
- Oláh Zsuzsa
- Pál Hunor
- Pálóczi Bence
- Papp István
- Ráckevei Anna
- Sorbán Csaba
- Szász Gabriella
- Szép Evelin
- Tokai Andrea
- Tolnai Hella
- Újhelyi Kinga
- Varga Klári
- Vékony Anna
- Vranyecz Artúr
- Wessely Zsófia

#### Magánénekesek
- Benedekffy Katalin
- Nagy Kíra

## Bemutatók
| Évad             | Szerző                                       | Mű címe                   | Rendező          |
| ---------------- | -------------------------------------------- | ------------------------- | ---------------- |
| 2024/2025 [ 23 ] | Mátyássy Szabolcs / Giacomo Puccini          | Scævola / Gianni Schicchi | Szabó Máté       |
| 2024/2025 [ 23 ] | Michael Frayn                                | Függöny fel!              | Horváth Illés    |
| 2024/2025 [ 23 ] | Georges Bizet                                | Carmen                    | Juronics Tamás   |
| 2024/2025 [ 23 ] | Szabó Magda – Egressy Zoltán – Monori András | Tündér Lala               | Halasi Dániel    |
| 2024/2025 [ 23 ] | Samuel Beckett                               | Godot-ra várva            | Szabó K. István  |
| 2024/2025 [ 23 ] | Gilles Ségal                                 | A bábjátékos              | Balázs Zoltán    |
| 2024/2025 [ 23 ] | Romankovics Eda                              | Nem akarok felnőni        | Madák Zsuzsanna  |
| 2024/2025 [ 23 ] | Martin McDonagh                              | Leenane szépe             | Szilágyi Bálint  |
| 2024/2025 [ 23 ] | Georg Büchner                                | Woyzeck                   | Tompa Gábor      |
| 2024/2025 [ 23 ] | Ábrahám Pál                                  | Viktória                  | Novák Eszter     |
| 2024/2025 [ 23 ] | J. B. Molière – J. B. Lully                  | A fösvény                 | Keresztes Attila |
| 2024/2025 [ 23 ] | Molnár Ferenc                                | Liliom                    | Szabó K. István  |
| 2024/2025 [ 23 ] | Lionel Bart                                  | Oliver!                   | Tóth Tünde       |
| 2025/2026 [ 24 ] | Molnár Ferenc                                | Az üvegcipő               | Göttinger Pál    |
| 2025/2026 [ 24 ] | Szabó Magda                                  | Az a szép fényes nap      | Kukovecz Ákos    |
| 2025/2026 [ 24 ] | Jókai Mór                                    | A debreceni lunátikus     | Fábián Péter     |
| 2025/2026 [ 24 ] | Egressy Zoltán                               | Portugál                  | Bélai Marcel     |
| 2025/2026 [ 24 ] | Peter Shaffer                                | Black Comedy              | Lendvai Zoltán   |
| 2025/2026 [ 24 ] | Martin McDonagh                              | A kripli                  | Hargitai Iván    |
| 2025/2026 [ 24 ] | Jean Genet                                   | A cselédek                | Tokai Andrea     |
| 2025/2026 [ 24 ] | Arthur Miller                                | A salemi boszorkányok     | Horváth Illés    |
| 2025/2026 [ 24 ] | Örkény István                                | Tóték                     | Herceg T. Tamás  |
| 2025/2026 [ 24 ] | Kacsóh Pongrác                               | János vitéz               | Harangi Mária    |
| 2025/2026 [ 24 ] | Bock - Harnick - Stein                       | Hegedűs a háztetőn        | Halasi Dániel    |
| 2025/2026 [ 24 ] | Békés - Geszti - Dés                         | A dzsungel könyve         | Nagy Norbert     |

## Örökös tagok
- Albert Miklós magánénekes
- Angyal Sándor Jászai Mari-díjas színész
- Balogh Éva Liszt Ferenc-díjas magánénekes
- Bán Elemér operaénekes
- Bángyörgyi Károly Jászai Mari-díjas szinész
- Csáky Magda színművésznő
- Dósa Mária operaénekes
- Fábián Pálné ny. gazdasági igazgató
- Gazsó János magánénekes
- Gerbár Tibor Jászai Mari-díjas színművész, érdemes művész
- H. Péteri Nikola Bessenyei György-díjas művészeti főtitkár
- Halasi Imre ny. gazdasági igazgató
- Hámori Imre magánénekes
- Hegyes Gabriella Liszt Ferenc-díjas magánénekes
- Horváth Árpád rendező, színházigazgató
- Járay József magánénekes
- Karnausz Tibor magánénekes
- Kertész Gyula rendező, érdemes művész (1963-1974 színházigazgató)
- Kertész Tamás magánénekes
- Korcsmáros Jenő Jászai Mari-díjas színművész
- Kóti Árpád a Nemzet Színésze címmel kitüntetett, Kossuth- és Jászai Mari-díjas színművész, érdemes és kiváló művész
- Kőrössy Anna színművésznő, operaénekesnő
- Laczó Zsuzsa magántáncos
- Lendvai Ferenc rendező
- Lengyel György rendező, a színház egykori igazgatója, Jászai Mari-díjas érdemes és kiváló művész
- Lontay Margit Jászai Mari- és Aase-díjas színművésznő, érdemes művész
- Lothár Miklós
- Major Pál színész érdemes művész
- Márkus László Jászai Mari-díj és Kossuth-díjas színművész, érdemes művész
- Marsay Magda Liszt Ferenc-díjas operaénekesnő, érdemes művész
- Mohos Nagy Éva Liszt Ferenc-díjas magánénekes
- Nagy György koreográfus
- Novák István Jászai Mari-díjas színművész, érdemes és kiváló művész
- Oláh György Jászai Mari-díjas színművész
- Pethő Zsuzsa balettmester
- Poroszlay Éva magántáncos, balettmester
- Rubányi Vilmos karmester, zeneszerző, zeneigazgató, érdemes művész
- Sárközy Zoltán Jászai Mari-díjas színművész
- Sárosdy Rezső Jászai Mari-díjas színművész, érdemes művész
- Selmeci Mihály színész, érdemes művész
- Siklós György
- Simon Katalin magánénekes
- Simor Ottó Jászai Mari-díjas színművész, érdemes művész
- Solti Bertalan Kossuth-díj-as, színművész érdemes művész
- Szabó Ibolya Aase-díjas színművésznő
- Szabó László ny. főzeneigazgató, Liszt Ferenc-díjas karmester
- Szakonyi Károly Kossuth-díj-as író, dramaturgiai tanácsadó
- Szendrő József Jászai Mari-díj-as színész, a színház egykori igazgatója
- Taar Ferenc író, a színház egykori igazgatója
- Tessényi János magánénekes
- Tibay Kriszta Liszt Ferenc-díjas magánénekes
- Tóth József magánénekes
- Tréfás György Liszt Ferenc-díjas operaénekes, érdemes és kiváló művész
- Tyll Attila Jászai Mari-díjas, Aase-díj-as színművész, érdemes művész
- Újvárosi Katalin színművésznő
- Vámos László Kossuth-díjas és Jászai Mari-díjas főrendező, érdemes és kiváló művész
- Varga Magda operaénekesnő, érdemes művész
- Virágos Mihály Liszt Ferenc-díjas magánénekes
- Zakariás Gábor